# Liste von Persönlichkeiten der Albert-Ludwigs-Universität Freiburg
Diese Liste gibt einen Überblick über bekannte Persönlichkeiten der Albert-Ludwigs-Universität Freiburg.
Viele bedeutende Wissenschaftler sind Alumni der Universität, haben an ihr geforscht und als Professoren gelehrt. Diese Liste erhebt keinen Anspruch auf Vollständigkeit; sie wird von den Nobelpreisträgern angeführt, danach folgen Leibniz-Preisträger und im Weiteren ist sie nach Fachbereichen sortiert. Am Ende folgt eine Liste der Ehrensenatorinnen und Ehrensenatoren und Ehrenbürger der Universität.

## Nobelpreisträger
- 1927: Heinrich Otto Wieland (1877–1957) – Nobelpreis für Chemie
- 1928: Adolf Windaus (1876–1959) – Nobelpreis für Chemie
- 1935: Hans Spemann (1869–1941) – (Biologe); Nobelpreis für Physiologie oder Medizin
- 1943: George de Hevesy (1885–1966) – Nobelpreis für Chemie
- 1953: Hermann Staudinger (1881–1965) – Nobelpreis für Chemie
- 1953: Hans Adolf Krebs (1900–1981) – (Mediziner) Nobelpreis für Physiologie oder Medizin
- 1974: Friedrich August von Hayek (1899–1992) – Nobelpreis für Wirtschaftswissenschaften
- 1979: Georg Wittig (1897–1987) – Nobelpreis für Chemie
- 1984: Georges Köhler (1946–1995) – (Biologe) Nobelpreis für Physiologie oder Medizin
- 2008: Harald zur Hausen (1936–2023) – (Mediziner) Nobelpreis für Physiologie oder Medizin

## Leibniz-Preisträger
Folgende Personen mit Bezug zur Albert-Ludwigs-Universität wurden mit dem Gottfried Wilhelm Leibniz-Preis ausgezeichnet (in der Reihenfolge der Auszeichnung):
- Rainer Greger (1946–2007) – Physiologie
- Dieter Häussinger (* 1951) – Innere Medizin
- Wolfgang Raible (1939–2024) – Romanistik
- Michael Frotscher (1947–2017) – Neuroanatomie
- Michael Reth (* 1950) – Immunologie
- Georg Fuchs (* 1945) – Mikrobiologie
- Bernd Bukau (* 1954) – Zellbiologie
- Ulrich Herbert (* 1951) – Neuere und Neueste Geschichte
- Joachim Ullrich (* 1956) – Experimentalphysik
- Nikolaus Pfanner (* 1956) – Biochemie/Molekulare Zellbiologie und Molekulare Zellbiologie der Pflanzen (gemeinsam mit Jürgen Soll)
- Peter Jonas (* 1961), Neurophysiologie
- Susanne Albers (* 1965) – Theoretische Informatik
- Wolfram Burgard (* 1961) – Autonome Intelligente Systeme/Robotik
- Marco Prinz (* 1970) – Neuropathologie
- Jörn Leonhard (* 1967) – Neuere und Neueste Geschichte
- Robert Zeiser (* 1975) – Hämato-Onkologie

## Theologie
- Alfons Beil – Theologe, Autor (studiert)
- Adam Burghaber – Theologe und Jesuit (Professor, Dekan)
- Daniel Ciobotea – Patriarch von Rumänien (stud.)
- Alfons Deissler – Theologe (stud., promoviert, ordentlicher Prof. Alttestamentliche Exegese)
- Johannes Eck – Theologe (stud.)
- Erasmus von Rotterdam – Humanist, Pädagoge, Theologe, Philosoph und Philologe
- Joseph Frings – Kardinal (1887–1978) (stud.)
- Georg Gänswein – Prälat und Privatsekretär von Papst Benedikt XVI. (stud., prom.)
- Johann Geiler von Kaysersberg – Prediger (1445–1510) (stud., Dekan, Rektor)
- Richard Gramlich – Professor für Religionsgeschichte
- Conrad Gröber – Erzbischof von Freiburg (stud.)
- Romano Guardini – Theologe (stud.)
- Fidelis Haiz –  Domkapitular, Vorsteher des Konvikts (stud.)
- Georg Hänlin – Theologe (1556–1621) (Prof., Dekan, Rektor)
- Stephan Hayd – Theologe (Prof.)
- Klaus Hemmerle – Bischof von Aachen (stud., o. Prof. Fundamentaltheologie)
- Heinrich Henrich – Theologe (1614–1682) (Prof.)
- Johann von Heppenheim genannt vom Saal (1609–1672); Domdekan in Mainz, Kanzler der Universität Heidelberg, (stud.)
- Helmut Hoping – Theologe (o. Prof. Dogmatik und Liturgiewissenschaft, Dekan)
- Fridolin Huber – Geistlicher und Theologe (stud., prom. 1793)
- Balthasar Hubmaier – führende Täuferpersönlichkeit der Reformationszeit sowie ein Märtyrer der Täuferbewegung, (stud.)
- Alfons Kirchgässner (Schriftsteller), Theologe, Hochschuldozent und Schriftsteller
- Johann Jakob Kraft (1808–1884) – Weihbischof in Trier
- Engelbert Klüpfel – Theologe (o. Prof. Dogmatik)
- Matthias König – Weihbischof im Erzbistum Paderborn (stud.)
- Friedrich Kössing – Theologe (stud., Prom. 1855, Prof.)
- Joseph Kössing – Theologe, Domkapitular (stud., prom.)
- Johann Heinrich Kydt – Geistlicher und Bühnenautor (stud.)
- Johann Baptist von Hirscher – Theologe (stud., Prof.)
- Karl Kardinal Lehmann – Bischof von Mainz (stud., o. Prof. Dogmatik)
- Johann Nepomuk Locherer – Theologe und Hochschullehrer (stud.)
- Adalbert Maier – Theologe (stud., prom., o. Prof., Prorektor)
- Theobald Mansharter († 1610) – Weihbischof in Speyer (prom. 1599)
- Heinrich Mussinghoff – Bischof von Aachen, stellv. Vorsitzender der Deutschen Bischofskonferenz (stud.)
- Matthias Ob († um 1572) – Weihbischof in Speyer, 1551 Dekan der hiesigen Philosophischen Fakultät
- Johann Pfeffer († 1493) – (Prof., mehrfach Universitätsrektor)
- Heinrich Pompeÿ – Theologe, Psychologe, Sozialethiker und Caritaswissenschaftler
- Karl Rahner – Theologe (stud. Philosophie)
- Karl Alexander von Reichlin-Meldegg – Theologe (stud., prom., o. Prof.)
- Gregor Reisch – Hochschullehrer und Mönch
- Helmut Riedlinger – Theologe (1923–2007) (stud., prom., o. Prof. Dogmatik)
- Joseph Anton Schinzinger – Kirchengeschichtler und Theologe (stud., prom., o. Prof. Kirchengeschichte, Rektor)
- Peter Anton Schleyer – Professor für Exegese und Kirchengeschichte (stud., prom., außerordentlicher und o. Prof.)
- Eberhard Schockenhoff – Theologe (o. Prof. Moraltheologie und Mitglied des Nationalen Ethikrats)
- Franz Anton Staudenmaier – Theologe (Dogmatikprofessor)
- Friedrich Stegmüller – Theologe (Dogmatikprofessor)
- Otto Stegmüller – Theologe (Professor für Religionswissenschaft und Religionsgeschichte)
- Liborius Stengel – Theologe (stud., Prof.)
- Joseph Stöckle – Schriftsteller, Begründer des Scheffelbundes (stud.)
- Alban Stolz – Theologe, Volksschriftsteller, Erziehungswissenschaftler. 1859–60 Prorektor.
- Markus Tegginger – Weihbischof von Basel (stud., Prof., Dekan, Rektor)
- Bernhard Uhde – Theologe (stud., Prof.)
- Alois Vogel – Professor für Kirchengeschichte, Prorektor
- Anton Vögtle – Theologe (stud., prom., o. Prof. Neutestamentliche Exegese, Rektor)
- Herbert Vorgrimler – Theologe (stud., o. Prof. Dogmatik)
- Josef Wehrle – Alttestamentler (Stud., Prom.)
- Bernhard Welte – Theologe (stud., o. Prof. Grenzfragen / Christliche Religionsphilosophie, Rektor)
- Franz Xaver Werk – Theologe (Prom., o. Prof., Prorektor)
- Robert Zollitsch – Erzbischof von Freiburg, Vorsitzender der Deutschen Bischofskonferenz (stud.)

## Rechtswissenschaften
- Konrad Adenauer (1876–1967) – Bundeskanzler (stud.)
- Karl von Amira (1848–1930) – Rechtshistoriker (o. Prof.)
- Joachim von Bargen (* 1939) – Richter (stud.; Honorarprofessor)
- Wolfgang Baumann (* 1948) – Rechtswissenschaftler, Hochschullehrer (stud.)
- Ernst Benda (1925–2009) – Politiker und Verfassungsrichter (o. Prof.)
- Karl Binding (1841–1920) – Strafrechtler (Prof.)
- Alfred Biolek (1934–2021) – Fernseh-Entertainer (stud.)
- Ernst-Wolfgang Böckenförde (1930–2019) – Staats- und Verwaltungsrechtler sowie Rechtsphilosoph, Richter des Bundesverfassungsgerichts (o. Prof.)
- Serge Brammertz (* 1962) – Chefankläger des Internationalen Strafgerichtshofs für das ehemalige Jugoslawien in Den Haag (stud.)
- Lorenz Brentano (1813–1891) – deutsch-amerikanischer Politiker und Jurist (stud.)
- Werner Brinkmann (* 1946) – Alleinvorstand der Stiftung Warentest (stud.)
- Gerd Bucerius (1906–1995) – Verleger (stud.)
- Franz Josef Ritter von Buß (1803–1878) – Kirchenrechtler (o. Prof. für Staatswissenschaften, Völkerrecht und Kirchenrecht)
- Ernst von Caemmerer (1908–1985) – Rechtswissenschaftler (o. Prof., Rektor)
- Gerhard Casper (* 1937) – Verfassungsjurist und Hochschulpräsident (stud.)
- Thomas Dehler (1897–1967) – Politiker (stud.)
- Max de Diesbach (1851–1916) – Schweizer Jurist, Historiker, Bibliothekar und Politiker
- Wilderich von Droste zu Hülshoff (* 1948) – Jurist, Autor und Stiftungsvorstand (stud.)
- Horst Ehmke (1927–2017) – Rechtswissenschaftler, Bundesminister a. D. (o. Prof.)
- Constantin Fehrenbach (1852–1926) – Reichskanzler (o. Prof.)
- Hans Filbinger (1913–2007) – Ministerpräsident von Baden-Württemberg (stud.)
- Bruno Frey (1920–2005) – Unternehmer (stud.)
- Ulrich Goll (* 1950) – Politiker, Justizminister von Baden-Württemberg a. D. (stud.)
- Louis Grand (1843–1909), Schweizer Jurist und Politiker (stud.)
- Hans-Martin Haller (* 1949) – Politiker (stud.)
- Bodo Hauser (1946–2004) – Journalist (stud.)
- Roland Hauser (1938–2023) – Verwaltungsjurist und Verfassungsrichter (stud.)
- Karl Hettich (1901–1957) – Jurist und Politiker (stud.)
- Julius Hubert Hillebrand (1819–1868) – Rechtswissenschaftler (Hon.-Prof.; o. Prof.)
- Ingrid Hönlinger (* 1964) – Rechtsanwältin und Politikerin (Bündnis 90/Die Grünen)
- Gerrit Hornung (* 1976) – Rechtswissenschaftler
- Viktor Huber von Gleichenstein (1909–1994) – Verwaltungsjurist und Landrat (stud.)
- Wolfgang Hunger (1511–1555) – Hochschullehrer in Ingolstadt, Kanzler in Freising (stud.)
- Hans-Heinrich Jescheck (1915–2009) – Strafrechtler (o. Prof., Rektor)
- Wolfgang Kaiser (* 1963) – Rechtshistoriker (o. Prof.)
- Georg Kalkbrenner (1875–1956) – Senator und stellvertretender Bürgermeister in Lübeck, Träger des Großen Bundesverdienstkreuzes
- Siegfried Kauder (* 1950) – Politiker und ehemaliger Vorsitzender des Rechtsausschusses des 17. Deutschen Bundestages
- Birgit Kelle (* 1975) – Journalistin und Publizistin
- Hans-Ulrich Klose (1937–2023) – Politiker (stud.)
- Jutta Limbach (1934–2016) – Präsidentin des Bundesverfassungsgerichtes (stud.)
- Theodor Maunz (1901–1993) – Verwaltungsrechtler (o. Prof.)
- Werner Maihofer (1918–2009) – Professor in Saarbrücken, Bundesminister für besondere Aufgaben und Innenminister
- Thomas de Maizière (* 1954) – ehemaliger Chef des Bundeskanzleramtes, Bundesinnenminister und Bundesverteidigungsminister (stud.)
- Friedrich Martini († 1630) – Kirchenrechtler (o. Prof.)
- Gerhard Mayer-Vorfelder (1933–2015) – Politiker, Präsident des Deutschen Fußball-Bundes (stud.)
- Joachim Mynsinger von Frundeck (1514–1588) – Humanist und Jurist (stud.)
- Alfred von Planta (1857–1922) – Schweizer Jurist, Diplomat, Industrieller und Politiker, Präsident des Schweizer Nationalrates (stud.)
- Gustav Rée (1810–1869) – Abgeordneter der Frankfurter Nationalversammlung (stud.)
- Georg Restle (* 1965) – Moderator des Politmagazins Monitor (stud.)
- Karl von Rotteck (1775–1840) – Staatsrechtler und liberaler Politiker (Prof.)
- Bärbel Schäfer (* 1958) – Regierungspräsidentin von Freiburg (stud.)
- Thomas Schäuble (1948–2013) – Politiker, Brauereidirektor (stud.)
- Wolfgang Schäuble (1942–2023) – Politiker, Bundesminister (stud.)
- Henning Scherf (* 1938) – Erster Bürgermeister von Bremen a. D. (stud.)
- Konrad Schiemann (* 1937) – Jurist, ehem. Richter am Europäischen Gerichtshof
- Rezzo Schlauch (* 1947) – Politiker Bündnis 90/Die Grünen (stud.)
- Peter Schneider (* 1958) – Politiker und Präsident des Sparkassenverbands Baden-Württemberg (stud.)
- Wolfgang Schuster (* 1949) – Kommunalpolitiker (stud.)
- Fidelis von Sigmaringen (1578–1622) – Priester (stud.)
- Rudolf Steinberg (* 1943) – Rechtsprofessor (stud.)
- Jakob Strebel (1887–1965) – Präsident des Bundesgerichts und Nationalrat (stud.)
- Konrad Stürtzel von Buchheim (ca. 1435–1509) – Kirchenrechtler (Rektor)
- Ulrich Stutz (1868–1938) – Jurist (Prof. für deutsches Recht und Kirchenrecht)
- Johannes Teyssen (* 1959) – Jurist und Manager (stud.)
- Hans Thieme (1906–2000) – Rechtshistoriker (o. Prof., Rektor)
- Peter von Unruh (* 1960) – Jurist und Direktor beim Hessischen Landtag
- Andreas Voßkuhle (* 1963) – Jurist, 2008 bis 2020 Richter des Bundesverfassungsgerichts, 2010 bis 2020 Präsident des Bundesverfassungsgerichts (o. Prof., Rektor)
- Robert Weissenbach (1851–1907), Schweizer Jurist und Politiker
- Carl Theodor Welcker (1790–1869) – Staatsrechtler und Abgeordneter der Frankfurter Nationalversammlung 1848 (Prof.)
- Maximilian Werner (1815–1875) – Kriegsminister der badischen Revolutionsregierung (stud.)
- Gottfried Wetterich (1919–?) – Richter (stud.)
- Alfred Wolfenstein (1883–1945) – Schriftsteller (stud.)
- Franz von Woringen (1804–1870) – Dichterjurist (Prof.)
- Franz-Josef Wuermeling (1900–1986) – Politiker (stud.)
- Ulrich Zasius (1461–1535) – Humanist und Jurist (Prof.)
- Franz Zdralek (1894–1970) – Jurist und Politiker (stud.)
- Herbert Zinell (* 1951) – Politiker (stud.)

## Wirtschaftswissenschaften
- Walter Eucken – Wirtschaftswissenschaftler (o. Prof.) („Freiburger Schule“, siehe Ordoliberalismus)
- Jürgen Großmann – Manager und Unternehmer
- Friedrich August von Hayek Ökonom (Prof.), Nobelpreis in Wirtschaftswissenschaften 1974
- Erich Hoppmann (1923–2007) – Wirtschaftswissenschaftler (o. Prof.)
- Julius Leber – SPD-Politiker und Widerstandskämpfer (stud.)
- Robert Liefmann (1874–1941) – Nationalökonom (o. Prof.)
- Christian Natterer (* 1981) – CDU-Politiker (stud.)
- Franz Petry – Ökonom
- Bernd Raffelhüschen – Finanzwissenschaftler (o. Prof.)
- Lars P. Feld – Experte für Wirtschaftspolitik (Wirtschaftsweiser) (o. Prof.)
- Günter Müller – Wirtschaftsinformatiker (o. Prof.)
- Pinelopi Goldberg – Wirtschaftswissenschaftlerin (o. Prof.)
- Eugen Philippovich von Philippsberg (1858–1917) – Nationalökonom (o. Prof.)

## Medizin
- Jürgen Aschoff (1913–1998) – Biologe und Ethologe (stud. medicinae)
- Ludwig Aschoff (1866–1942) – Pathologe
- Róbert Bárány – Mediziner, Nobelpreis in Physiologie oder Medizin 1914
- Karl Heinrich Baumgärtner (1798–1886) – Pathologe (o. Prof.)
- Otto Bayard (1881–1957) – Mediziner, Vater der Jodprophylaxe
- Karl Joseph Beck (1794–1838) – Mediziner, Ophthalmologe (stud., o. Prof.)
- Theodor Bilharz (1825–1862) – Mediziner und Naturwissenschaftler (stud., o. Prof.)
- Georg Blessing (1882–1941) – Zahnarzt (stud.)
- Richard Böhmig (1898–1972) – Mediziner (stud.)
- Otto Büttner (1868–1955) – Gynäkologe und Geburtshelfer (stud.)
- Albrecht Burchard (1873–1948), Mediziner (stud.)
- Veronica Carstens (1923–2012) – Ehefrau von Bundespräsident Karl Carstens (stud.)
- Vincenz Czerny (1842–1916) – Chirurg (o. Prof.)
- Frieder Döring (* 1942) – Mediziner, Dermatologe und Schriftsteller (stud. med.)
- Paul Ehrlich (1854–1915) – Chemiker, Mediziner und Serologe (stud.), Nobelpreis in Physiologie oder Medizin 1908
- Karl Eisenlohr (1847–1896), Neuropathologe
- Reinhard Erös (* 1948) – Oberstarzt a. D. und Afghanistan-Experte
- Eugen Fischer – Mediziner, Anthropologe und Rassekundler (stud. o. Prof.)
- Ulrich Förstermann (* 1955) – Mediziner und Pharmakologe (stud.)
- Günther Simon (1921–2015) – Internist und Verbandsfunktionär
- Wilhelm Hack (1876–1887) – Urologe
- Harald zur Hausen (1936–2023) – Mediziner, Nobelpreis in Physiologie oder Medizin 2008
- Philip Showalter Hench – Mediziner, Nobelpreis in Physiologie oder Medizin 1950 (stud.)
- Jürgen Hennig (* 1951) – Medizinphysiker (o. Prof.)
- Karl Herxheimer (1861–1942) – Mediziner (stud. med.)
- Alfred Hoche (1865–1943) – Psychiater (o. Prof.)
- Konrad Hummel (1923–2014) – Blutgruppenserologe (o. Prof.), Abstammungsgutachter – Gründungsmitglied der ISFG
- Johanna Kappes (1873–1933) – Ärztin, erste Medizin-Studentin an der Universität
- Gustav Killian (1860–1921) – HNO-Arzt und Kehlkopfspezialist
- Johannes von Kries (1853–1928) – Psychologe und Physiologe (o. Prof. für Physiologie) – Mitglied der Leopoldina
- Otto Krayer (1899–1982) – Pharmakologe (stud. prom. hab.; Widerstand gegen den Nationalsozialismus)
- Hans Adolf Krebs – Mediziner (stud. und Arzt), Entdecker des nach ihm benannten Krebszyklus (Citratzyklus) und des Harnstoffzyklus; Nobelpreis in Physiologie oder Medizin 1953
- Adolf Kußmaul (1822–1902) – Mediziner (o. Prof.)
- Paul Langerhans (1847–1888) – Pathologe Entdecker der Langerhansschen Inseln (o. Prof.)
- Robert Lenneberg (1887–1965) – Mediziner (stud. med.)
- Rolf Marquardt (* 1925), Ophthalmologe
- Otto Fritz Meyerhof – Mediziner (stud. med.), Nobelpreis in Physiologie oder Medizin 1922
- Julius T. von Rotteck (1812–1890) – Mediziner (o. Prof.)
- Bert Sakmann – Mediziner, Zellphysiologe, Erfinder der patch clamp Technik (stud. med.), Nobelpreis in Physiologie oder Medizin 1991
- Wilhelm Wegner (1898–1972) – Ophthalmologe
- Richard Wilmanns (1880–1958) – Chirurg an der Westfälischen Diakonissenanstalt Sarepta in Bethel (stud.)

## Pharmazie
- Hagen Pfundner (* 1960) – Pharmazeut (Hon. Prof.)
- Richard Pohl (* 1917) – ordentlicher Professor für Pharmakognosie

## Sozial- und Geisteswissenschaften
- Cornelia Achenbach (* 1982) – Schriftstellerin und Autorin (stud.)
- Günther Anders (1902–1992) – Philosoph (stud., prom.)
- Hannah Arendt (1906–1975) – Philosophin (stud.)
- Ronald G. Asch (* 1953) – Historiker (Prof.)
- Eugen Biser (1918–2014) – Religionsphilosoph (stud.)
- Wilhelm Blos (1849–1927) – Journalist, MdR, Staatspräsident von Württemberg (stud. 1868–1870)
- Götz Briefs (1889–1974) – Philosoph (stud., o. Prof.)
- Ulrich Bröckling (* 1959) – Soziologe (o. Prof.)
- Franz Büchler (1904–1990) – Schriftsteller und Bildender Künstler (stud., prom.)
- Arnold Büchli (1885–1970) – Lehrer, Heimat- und Volkstumsforscher
- Rudolf Carnap (1891–1970) – Philosoph (stud.)
- Broder Christiansen (1869–1958) – Philosoph, Sprachwissenschaftler (stud., prom.)
- Davor Džalto (* 1980) – Philosoph, Künstler, Kunsthistoriker (stud., prom.)
- Hans Driesch (1867–1941) – Zoologe und Philosoph (stud.)
- Erasmus von Rotterdam (1466–1536) – Humanist
- Hans Heinrich Eggebrecht (1919–1999) – Musikwissenschaftler (o. Prof.)
- Volker Maria Engel (* 1970) – Regisseur, Theaterpädagoge (stud.)
- Johann Simon Erhardt (1776–1829) – Philosoph (o. Prof., Prorektor)
- Willi Erzgräber (1926–2001) – Anglist (o. Prof.)
- Ernst Fabricius (1857–1942) – Althistoriker (o. Prof., Prorektor)
- Gerhard Fingerlin (1937–2016) – Prähistoriker, Klassischer Archäologe, Althistoriker, Provinzialrömischer Archäologe, Bodendenkmalpfleger und Hochschullehrer
- Heinrich Finke (1855–1938) – Historiker (o. Prof., Prorektor)
- Friedrich Wilhelm Foerster (1869–1966) – Philosoph (stud.)
- Werner Frick (* 1953) – Germanist (o. Prof.)
- Hugo Friedrich (1904–1978) – Romanist (o. Prof.)
- Manfred Fuhrmann (1925–2005) – Altphilologe (stud.)
- Hans-Martin Gauger (1935–2024) – Romanist (Prof., Prorektor)
- Hans-Joachim Gehrke (* 1945) – Althistoriker (Prof.)
- Wolfgang Gessenharter (1942–2019) – Politikwissenschaftler (stud.)
- Joseph Goebbels (1897–1945) – Nationalsozialistischer Politiker (stud.)
- Klaus Graf (* 1958) – Historiker (Privatdozent)
- Romano Guardini (1885–1968) – Religionsphilosoph (stud.)
- Wilibald Gurlitt (1889–1963) – Musikwissenschaftler, Auftraggeber der Praetorius-Orgel in der Aula der Universität Freiburg
- Hans F. K. Günther (1891–1968) – Sprachwissenschaftler und Rassekundler (stud., o. Prof.)
- Christof Hartmann (* 1967) – Politikwissenschaftler, Direktor des Instituts für Entwicklung und Frieden (INEF) an der Geisteswissenschaftlichen Fakultät der Universität Duisburg-Essen
- Martin Heidegger (1889–1976) – Philosoph (stud., o. Prof.)
- Carsten Held (* 1963) – Philosoph (stud., prom., habilitiert)
- Wilhelm Hennis (1923–2012) – Politologe (o. Prof.)
- Ulrich Herbert (* 1951) – Historiker (stud., prom., o. Prof.)
- Martin Honecker (1888–1941) – Philosoph (o. Prof.)
- Edmund Husserl (1859–1938) – Philosoph (o. Prof.)
- Johann Georg Jacobi (1740–1814) – Dichter und Publizist (Prof.)
- Wolfgang Jäger (* 1940) – Politologe (stud., o. Prof., Rektor)
- Karl Jaspers (1883–1969) – Psychiater und Philosoph (stud.)
- Walter Jens (1923–2013) – Philologe (stud., prom.)
- Hans Jonas (1903–1993) – Philosoph (stud.)
- Tamina Kallert (* 1974) – Journalistin und Fernsehmoderatorin
- Friedrich Kittler (1943–2011) – Germanist, Medienwissenschaftler (stud., prom., habil.)
- Christina Klausmann (1957–2008) – Historikerin, Publizistin und Kuratorin (stud.)
- Konrad Kunze (* 1939) – Dialektologe und Namenforscher (stud., prom., Prof.)
- Jörn Leonhard (* 1967) – Historiker (Prof.)
- Emmanuel Levinas (1906–1995) – Philosoph (stud.)
- Karl Löwith – Philosoph (stud.)
- Herbert Marcuse – (1898–1979) – Philosoph (stud.)
- Harold Marcuse – (* 1957) – Historiker (stud.)
- Odo Marquard (1928–2015) – Philosoph (stud.)
- Friedrich Maurer (1898–1984) – Germanist (o. Prof. germanische Philologie)
- Heinrich Meier (* 1953) – Philosoph (stud.)
- Friedrich Meinecke (1862–1954) – Philosoph (Prof.)
- Elard Hugo Meyer – Indogermanist (Honorarprofessor)
- Max Müller (1906–1994) – Philosoph (o. Prof.)
- Hugo Münsterberg (1863–1916) – Psychologe und Philosoph (hab., Prof.)
- Hans Ulrich Nuber (1940–2014) – Provinzialrömischer Archäologe (o. Prof.)
- Joseph Ignatz Peter – Justizminister der badischen Revolutionsregierung 1848/49 (stud.)
- Anja Pistor-Hatam (* 1962) – Islamwissenschaftlerin (stud.)
- Friedrich Pollock – Sozialwissenschaftler (stud.)
- Heinrich Popitz (1925–2002) – Soziologe (o. Prof.)
- Wolfgang Raible (1939–2024) – Romanist (o. Prof.)
- Wolfgang Reinhard (* 1937) – Historiker (o. Prof.)
- Johannes Reuchlin (1455–1522) – Humanist (stud.)
- Heinrich Rickert (1863–1936) – Philosoph (o. Prof.)
- Wolfgang Rihm (1952–2024) – Komponist (stud.)
- Gerhard Ritter (1888–1967) – Historiker (o. Prof.)
- Joachim Ritter (1903–1974) – Philosoph (stud.)
- Henning Röhl (1943–2023) – Journalist und Medienmanager (stud.)
- Franz Rosenzweig (1886–1929) – Philosoph (stud.)
- Edward Sangmeister (1916–2016) – Prähistoriker (o. Prof.)
- Gottfried Schramm (1929–2017) – Historiker (o. Prof.)
- Ernst Schulin (1929–2017) – Historiker (o. Prof.)
- Dietrich Schwanitz (1940–2004) – Schriftsteller (stud.)
- Andreas Urs Sommer (* 1972) – Philosoph (o. Prof.)
- Arnold Stadler (* 1954) – Schriftsteller (stud.)
- Daniel Stadler (1705–1764) – Philosoph (Prof.)
- Edith Stein (1891–1942) – Philosophin (stud.)
- Emil Strauß (1866–1960) – Schriftsteller (stud.)
- Gerd Tellenbach (1903–1999) – Historiker (stud., Prof., Rektor)
- Hans Thiel (1919–2017) – Germanist, Pädagoge, Autor (stud., prom.)
- Ernst Tugendhat (1930–2023) – Philosoph (stud.)
- Wilhelm Vöge (1868–1952) – Kunsthistoriker (Prof.)
- Gerhard Vollmer (* 1943) – Physiker und Philosoph (stud.)
- Julia Voss (* 1974) – Kunstkritikerin und Wissenschaftshistorikerin (stud.)
- Max Weber (1864–1920) – Soziologe, Nationalökonom (Prof.)
- Wilhelm Windelband (1848–1915) – Philosoph (o. Prof.)
- Heinrich August Winkler (* 1938) – Historiker (o. Prof.)

## Naturwissenschaften/Mathematik

### Biologie
- Fritz Baltzer (1884–1974) – Zoologe, Entwicklungsphysiologe (Assistenzprofessor Zoologie)
- Heinrich Anton de Bary (1831–1888) – Biologe (o. Prof. Botanik)
- Ralf Baumeister (1961) – Bioinformatiker und Molekulargenetiker
- Erwin Baur (1875–1933) – Genetiker (stud. Medizin und Botanik)
- Peter Beyer (* 1952) – Zellbiologe (stud. prom. hab. Prof.)
- Theodor Bilharz (1825–1862) – Mediziner und Naturwissenschaftler (stud.)
- Arno Bogenrieder (1944–2024) – Biologe (Prof. für Geobotanik)
- Gustav Brandes (1862–1941) – Zoologe (stud.)
- Alexander Braun (1805–1877) – Biologe (o. Prof. Botanik)
- Carsten Bresch (1921–2020) – Biologe (o. Prof. Genetik)
- Heinz Brendelberger (* 1955) – Biologe (stud.)
- Rainer Buchwald – Geobotaniker (stud. prom. hab.)
- Hermann Bujard (1934–2020) – Molekularbiologe (stud.)
- Hans Burgeff (1883–1976) – Biologe (stud.)
- Franz Theodor Doflein (1873–1924) – Zoologe (o. Prof.)
- Gerhart Drews (1925–2023) – Botaniker (o. Prof. für Mikrobiologie)
- Hans Driesch (1867–1941) – Zoologe und Philosoph (stud.)
- Wolfgang Driever (* 1960) – Zoologe (o. Prof.)
- Alexander Ecker (1816–1887) – Zoologe und Anthropologe (o. Prof. für Zoologie, Physiologie und Anatomie) – Mitglied der Leopoldina
- Ulrich Einsle (1935–1996) – Zoologe und Limnologe (sut. prom.)
- Hans-Joachim Elster (1908–2001) – Biologe (o. Prof. Limnologie)
- Günter Feix (* 1934) – Biologe (stud. prom. Prof. Molekularbiologie)
- Georg Fuchs (* 1945) – Biologe (o. Prof. für Mikrobiologie)
- Karl-Friedrich Fischbach (* 1948) – Biologe (o. Prof. für Biophysik und Molekularbiologie)
- Bernd Gerken (* 1949) – Chemiker und Tierökologe (stud. prom.)
- Salome Gluecksohn-Waelsch (1907–2007) – Biologin (Entwicklungsgenetik)
- Hans Grisebach (1926–1990) – Biochemiker (o. Prof. für Biochemie der Pflanzen)
- Konrad Guenther (1874–1955) – Biologe (a. o. Prof. Zoologie)
- Klaus Hahlbrock (* 1935) – Biologe (prom. Prof. für Biochemie der Pflanzen)
- Viktor Hamburger (1900–2001) – Entwicklungsbiologe (Privatdozent)
- Bernhard Hassenstein (1922–2016) – Zoologe (o. Prof. Biologie)
- Rudolf Hausmann (1929–2022) – Biologe (Prof. Genetik)
- Michael Heinrich (* 1957) – Pharmakologe (stud.)
- Dagmar von Helversen (1944–2003) – Biologin (Postdoktorandin)
- Otto von Helversen (1943–2009) – Biologe (hab.)
- Rainer Hertel (* 1937) – Biologe (o. Prof. Molekularbiologie)
- Theodor Herzog (1880–1961) – Botaniker und Bryologe (stud.)
- Dieter Heß (1933–2021) – Biologe (stud. hab.)
- Friedrich Hermann Gustav Hildebrand (1835–1915) – Botaniker (Prof. für Botanik) – Mitglied der Leopoldina
- Bruno Huber (1899–1969) – Botaniker (a. o. Prof. Botanik) – Mitglied der Leopoldina
- Reinhard Junker (* 1956) – Biologe und Vertreter des Kreationismus – (stud.)
- Hanns-Heinz Kassemeyer (1949–2024) – Botaniker, Pflanzenphysiologe und Phytomediziner
- Friedrich Kiefer (1897–1985) – Zoologe und Limnologe (Dr. h. c.)
- Hans Kniep (1881–1930) – Biologe (Privatdozent Botanik)
- Dieter Knoch (* 1936) – Biologe, Ornithologe, Mykologe und Naturschützer (stud.)
- Georges J. F. Köhler (1946–1995) – Biologe (stud., Prof.) – Nobelpreis in Physiologie oder Medizin 1984
- Otto Koehler (1889–1974) – Biologe (o. Prof. Zoologie)
- Anselm Kratochwil (* 1951) – Biologe und Ökologe (stud. prom. hab.)
- Ulrich Kutschera (* 1955) – Biologe (stud. prom.)
- Robert Lauterborn (1869–1952) – Hydrobiologe, Zoologe und Botaniker (o. Prof.)
- Friedrich Leuckart (1794–1843) – Naturforscher (Prof. für Physiologie, vergleichenden Anatomie und Zoologie) – Mitglied der Leopoldina
- Michael Lüth (* 1955) – Botaniker (stud. prom.)
- Rainer Luick (* 1956) – Biologe (stud.)
- Klaus Lunau (* 1953) – Zoologe (stud. prom.)
- Hilde Mangold (1898–1924) – Biologin
- Otto Mangold (1891–1962) – Biologe (o. Prof. Zoologie)
- Hans Marquardt (1910–2009) – (stud. prom. hab. Prof. Pflanzenphysiologie)
- Heinrich Meier (* 1953) – Philosoph (stud.)
- Carl Christian Mez (1866–1944) – Biologe (stud. Botanik)
- Hans Mohr (1930–2016) – Pflanzenphysiologe (o. Prof. Biologie)
- Volker Mosbrugger (* 1953) – Biologe (stud. prom.)
- Karl Müller (1881–1955) – Botaniker und Önologe (stud., prom., Prof.)
- Hans Nachtsheim (1890–1979) – Zoologe und Genetiker (hab.)
- Carl Wilhelm von Nägeli (1817–1891) – Biologe (o. Prof. Botanik)
- Gunther Neuhaus (1953–2021) – Biologe (o. Prof. Zellbiologie)
- Peter Nick (* 1962) – Molekularbiologe (später KIT)
- Erich Oberdorfer (1905–2002) – Biologe und Pflanzensoziologe (stud., Hon. Prof.)
- Friedrich Oehlkers (1890–1971) – Biologe (o. Prof. Botanik)
- Friedrich Oltmanns (1860–1945) – Biologe (o. Prof. Botanik)
- Günther Osche (1926–2009) – Biologe (o. Prof. Zoologie)
- Hannes F. Paulus (* 1943) – Biologe (hab. Prof. Zoologie)
- Karl Julius Perleb (1794–1845) – Botaniker (stud., prom., o. Prof. Botanik)
- Georg Philippi (1936–2010) – Biologe und Pflanzensoziologe (stud., prom.)
- Julia Platt (1857–1935) – Zoologin (prom. Zoologie)
- Felix Rawitscher (1890–1957) – Botaniker und Vegetationsökologe (stud., hab., ao. Prof.)
- Michael Reth (* 1950) – Biologe (Prof. Immunbiologie)
- Ralf Reski (* 1958) – Biologe (o. Prof. Pflanzenbiotechnologie)
- Julius Sachs (1832–1897) – Biologe (o. Prof. Botanik)
- Klaus Sander (1929–2015) – Entwicklungsbiologe (o. Prof. Zoologie)
- Klaus Peter Sauer (1941–2022) – Zoologe (hab.)
- Wolfgang Schamel (* 1968) – Immunologe (Prof. für Immunologie)
- Carl Theodor von Siebold (1804–1885) – Zoologe(o. Prof. Zoologie)
- Waldemar Schleip (1879–1948) – Zoologe (hab.)
- Theo Michael Schmitt (* 1949) – Zoologe (hab.)
- Angelika Schwabe-Kratochwil (* 1950) – Biologin (stud., prom., hab.)
- Jürgen Schwoerbel (1930–2002) – Limnologe (Prof. Limnologie)
- Carl Theodor von Siebold (1804–1885) – Zoologe (o. Prof. Zoologie 1845–50)
- Albrecht Erhard Sippel (* 1942) – Genetiker (o. Prof. Genetik)
- Peter Sitte (1929–2015) – Zellbiologe (o. Prof. Botanik)
- Hermann Otto Sleumer (1906–1993) – Botaniker (stud., prom.)
- Hanns-Christof Spatz (1936–2017) – Biologe (o. Prof. Biophysik)
- Hans Spemann (1869–1941) – Biologe, (o. Prof. Zoologie) – Nobelpreis in Physiologie oder Medizin
- Otto-Julius Stärk (1913–2003) – Biologe, (ao. Prof. Zoologie)
- Rose Stoppel (1874–1970) – Botanikerin (stud., prom.)
- Joseph Straub (1911–1987) – Botaniker, Genetiker und Züchtungsforscher (stud. prom.)
- Bruno Streit (* 1948) – Ökologe (stud. Limnologie)
- Max Tilzer (* 1939) – Limnologe (o. Prof.)
- Nikolaus F. Troje (* 1960) – Biologe (stud., prom.)
- Dieter Vogellehner (1937–2002) – Biologe (Prof. Systematische Botanik und Paläobotanik)
- Ernst Ulrich von Weizsäcker (* 1939) – Naturwissenschaften (prom.)
- August Weismann (1834–1914) – Biologe (o. Prof. Zoologie) – Mitglied der Leopoldina
- Robert Wiedersheim (1848–1923) – Anatom (Prorektor, o. Prof. und Dir. des Anatomischen und Vergleichend-Anatomischen Institutes)
- Otti Wilmanns (1928–2023) – Biologin (o. Prof. Geobotanik)
- Michail Stepanowitsch Woronin (1838–1903) – Botaniker und Mykologe; (stud., wiss. Ass.; Gastforscher)
- Walter Zimmermann (1892–1980) – Biologe (stud.)

### Chemie
- Theodor Ackermann (1925–2004) – Physikochemiker (o. Prof.)
- Helmut Baumgärtel (* 1936) – Physikochemiker (Prof.)
- Georg Brauer (1908–2001) – Chemiker (stud. o. Prof.)
- Carl Engler (1842–1925) – Chemiker (prom. hab. PD)
- Ludwig Gattermann (1860–1920) – Chemiker (Prof.) – Mitglied der Leopoldina
- Bernd Gerken (* 1949) – Chemiker und Naturschützer (stud. prom.)
- György Karl von Hevesy (1885–1966) – Chemiker (o. Prof.) – Nobelpreis in Chemie 1943
- Manfred Kuhn (1931–2011) – Chemiker (prom. Prof.) – Neumann-Medaille 1999 in der Getreidetechnologie
- Heinrich Kiliani (1855–1945) – Chemiker (o. Prof.) – Mitglied der Leopoldina
- Hans A. Krässig (1919–2004) – Chemiker (prom. hab. Dozent)
- Mario J. Molina (1943–2020) – Chemiker (stud.), Nobelpreis in Chemie 1995
- Rolf Mülhaupt (* 1954) – Chemiker (stud. o. Prof.)
- Horst Prinzbach (1931–2012) – Chemiker (stud. o. Prof.)
- Christoph Rüchardt (1929–2018) – Chemiker (o. Prof.)
- Hermann Staudinger (1881–1965) – Chemiker, (o. Prof. org. Chem.) – Nobelpreis in Chemie
- Otto Warburg (1883–1970) – Chemiker (stud.) – Nobelpreis in Physiologie oder Medizin
- Heinrich Otto Wieland (1877–1957) – Chemiker (Prof.) – Nobelpreis in Chemie
- Conrad Willgerodt (1841–1930) – Chemiker (o. Prof. Chemie)
- Adolf Windaus (1876–1959) – Chemiker (a. o. Prof.) – Nobelpreis in Chemie
- Georg Wittig (1897–1987) – Chemiker (Prof.) – Nobelpreis in Chemie 1979
- Herbert Zimmermann (1928–2016) – Physikochemiker (o. Prof.)
- Eduard Zintl (1898–1941) – Chemiker (a. o. Prof.)

### Forstwissenschaften
- Erwin Aichinger (1894–1985) – Pflanzensoziologie (Prof. am Lehrstuhl für Forstschutz, Forstbenutzung und Pflanzensoziologie)
- Helmut Josef Braun (1924–2010) – Forstwissenschaftler (Prof. für Forstbotanik)
- Robert Ganssen (1903–1983) – (o. Prof. für Bodenkunde)
- Karl Hasel (1909–2001) – (o. Prof. für Forstpolitik)
- Peter Hauk (* 1960) – Forstwissenschaftler und Minister für Ernährung und Ländlichen Raum von Baden-Württemberg (stud.)
- Hans Hausrath (1866–1945) – Forstwissenschaftler (o. Prof. Forstpolitik und Forstgeschichte)
- Gerd Hildebrandt (1923–2017) – Forstwissenschaftler (apl. Prof. Luftbildmessung und Fernerkundung)
- Jürgen Huss (* 1937) – (o. Prof. für Waldbau)
- Eduard Kirwald – (1899–1988) – (Prof. für Wasserhaushaltstechnik und Forstliches Ingenieurwesen)
- Kurt Mantel (1905–1982) – Forst- und Rechtswissenschaftler (o. Prof. Forstgeschichte, Forstpolitik und Holzmarktlehre)
- Erich Oberdorfer (1905–2002) – Pflanzensoziologie (Honorarprofessor)
- Michail Prodan (1912–2002) – Forstwissenschaftler (prom., o. Prof. Forstliche Biometrie)
- Albert Reif (* 1951) – Pflanzensoziologe (Professor für forstliche Vegetations- und Standortskunde)
- Helmut Schmidt-Vogt (1918–2008) – Forstwissenschaftler (o. Prof. Waldbau)
- Paul Seibert (1921–1997) – Forstwissenschaftler und Vegetationskundler (stud. prom.)
- Wolfgang Tzschupke (* 1945) – Forstwissenschaftler
- Hansjürg Steinlin (1921–2004) – Forstwissenschaftler (Professor für Forstbenutzung und Forstliche Arbeitswissenschaft; Professor für Landespflege)
- Jean Pierre Vité (1923–2016) – Forstwissenschaftler (o. Prof. Forstzoologie, 1973–1991)
- Karl-Reinhard Volz (* 1947) – Forstwissenschaftler (stud., seit 1994 o. Prof.)
- Gustav Wellenstein (1906–1997) – Forstwissenschaftler (o. Prof. Forstzoologie)
- Eduard Zentgraf (1882–1973) – (o. Prof. für Waldbau)

### Geowissenschaften
- Jan Behrmann (* 1953) – Geologe (o. Prof.)
- Nikolaus Creutzburg (1893–1978) – Geograph (o. Prof.)
- Wilhelm Deecke (1862–1934) – Geologe und Prähistoriker (o. Prof.)
- Heinrich Fischer (1817–1886) – Mineraloge (PD für Mineralogie und Zoologie) – Mitglied der Leopoldina
- Franz Kirchheimer (1911–1984) – Geologe (Hon. Prof.)
- Heinz Loßnitzer (1904–1964) – Meteorologe (Prof.)
- Carl Alfred Osann (1859–1923) – Mineraloge (o. Prof.)
- Max Pfannenstiel (1902–1976) – Geologe (o. Prof.) – Mitglied der Leopoldina
- Reinhard Pflug (1932–2012) – Geologe (o. Prof.)
- Günther Reichelt (1926–2021) – Geologe und Geograph (prom.)
- Elisabeth Schmid (1912–1994) Prähistorikerin, Geologin und Paläontologin und Professorin für Ur- und Frühgeschichte (prom.)
- Wolfgang Soergel (1887–1946) – Geologe und Paläontologe (o. Prof.)
- Gustav Steinmann (1856–1929) – Geologe und Paläontologe (o. Prof.)
- Martin Waldseemüller (1472/75–1520) – Kartograf, prägte den Namen „Amerika“
- Wolfgang Weischet (1921–1998) – Klimatologe (o. Prof. physische Geographie) – Mitglied der Leopoldina
- Julius Ludwig Wilser (1888–1949), Geologe, (o. Prof.)
- Wolfhard Wimmenauer (1922–2023) – Mineraloge (o. Prof.)

### Informatik und Ingenieurswissenschaften
- Susanne Albers (* 1965) – Informatikerin (o. Prof.), Leibniz-Preisträgerin, Mitglied der Leopoldina
- Wolfram Burgard (* 1961) – Informatiker (o. Prof.), Leibniz-Preisträger

### Mathematik
- Carl Buzengeiger (1771–1835) – Mathematiker und Mineraloge (o. Prof.)
- Felix Hausdorff (1868–1942) – Mathematiker (stud.)
- Lothar Heffter (1862–1962) – Mathematiker (o. Prof., Dekan, Rektor) – Mitglied der Leopoldina
- Hans Hermes (1912–2003) – Mathematiker
- Ferdinand von Lindemann (1852–1939) – Mathematiker (o. Prof.)
- Frank Natterer (* 1941) – Mathematiker (stud., prom., Prof. num. Mathematik)
- Christoph Scheiner (1573/75–1650) – Astronom (Prof.)
- Theodor Schneider (1911–1988) (o. Prof.)
- Wolfgang Schwarz (1934–2013) (o. Prof.)
- Hermann Witting (1927–2010) – Mathematiker (o. Prof.)
- Ernst Zermelo (1871–1953) – Mathematiker (o. Prof.)

### Physik
- Siegfried Flügge (1912–1997) – Physiker (o. Prof.)
- Ingolf Volker Hertel (* 1941) – Physiker und Wissenschaftspolitiker (stud., prom., o. Prof.)
- Jan Huisken (* 1974) – Physiker, Medizintechniker, Humboldtpreisträger (prom.)
- J. Hans D. Jensen – Physiker, Nobelpreis in Physik 1963 (stud.)
- Joachim Luther (* 1941), Physiker und Leiter Fraunhofer-Institut ISE
- Walter von Lucadou (* 1945) – Physiker und Psychologe (stud. prom.)
- Ernst Messerschmid (* 1945) – Physiker und Astronaut (prom. 1976)
- Gustav Mie – Physiker (o. Prof.)
- Michael Rombach (* 1967) – Physiker und Medienmanager (prom. 1995)
- Volker Soergel (1931–2022) – Physiker (prom. 1956)
- Joachim Ullrich (* 1956) – Physiker (o. Prof.), Leibniz-Preisträger
- Gerhard Vollmer (* 1943) – Physiker und Philosoph (stud.)
- Emil Warburg (1846–1931) – Physiker, Entdecker der Hysterese (o. Prof.)

## Ehrensenatoren
Ehrensenatoren und Ehrensenatorinnen der Universität Freiburg in der Reihenfolge ihrer Ernennung:
- Albert Bürklin (1844–1924), Freiburger Wissenschaften Gesellschaft
- Herbert Leutke (?–?), Flügel- und Pianofabrik, Leipzig
- Oskar Bosshardt (1887–?), Schweizer Kinderhilfe und Schweizer Hilfsaktion für deutsche Not
- Aihiko Sata (1871–1950), Universität Osaka
- Victor Schwoerer (1865–1943), Notgemeinschaft der Deutschen Wissenschaft
- Johannes Nagler (1876–1951), ehemaliger Rektor der Universität Freiburg
- Bruno Dammann (1869–1934), Reichsministerium des Innern
- Joseph Ersing (1882–1956), Reichstagsabgeordneter
- Emil Thoma (1854–1932), Oberbürgermeister der Stadt Freiburg a. D.
- Adolf Haeuser (1857–1938), Stifter, I.G. Farbenindustrie AG
- Christian Bauer (1867–1950), Rechtsanwalt und Stadtverordneter, Freiburg
- Fritz Hirsch (1871–1938), Architekt und Kunsthistoriker
- Adolf Julius Lorenz (1882–1970), Architekt und Oberbaurat
- Eugen Thoma (1877–1955), Badisches Ministerium für Kultus und Unterricht
- Christoph Martin (1874–1958), Universität Concepción, Chile
- Hermann Billing (1867–1946), Architekt, TH Karlsruhe
- Matthew T. Mellon (1897–1992), Amerikanist
- Ernst Fabricius (1857–1942), Provinzialrömischer Archäologe und Althistoriker, ehemaliger (Pro-)Rektor der Universität Freiburg
- Emil Tscheulin (1884–1951),  Industrieller, Pionier der Aluminiumindustrie, NS-Wehrwirtschaftsführer, IHK Freiburg Anm.1
- Robert Scholz-Forni (1886–1963), Major a. D., Kunstsammler
- Wilhelm Frick (1877–1946), Reichsinnenminister Anm.1
- Karl Gärtner (1897–1944), Badisches Ministerium für Kultus und Unterricht Anm.1
- Franz Kerber (1901–1945), Oberbürgermeister der Stadt Freiburg Anm.1
- Heinrich Auer (1884–1951), Caritas-Verband
- Gilbert L. Mac Master (?–?), Universität Basel, Quäker
- Joseph Saier (1874–1955), Pfarrer, Volksschauspiele Ötigheim
- Ernst Staehelin (1889–1980), Universität Basel
- Adolf Portmann (1897–1982), Universität Basel
- Paul Schwoerer (1874–1959), Landesverein „Badische Heimat“, Landeskommissär a. D.
- Carl Henschen (1877–1957), Universität Basel
- Friedrich Schneider-Liebermann (1886–1966), Nationalrat, Schweiz
- Adolf Krebs (Bankier) (1876–1960), Bankhaus Krebs, Freiburg
- Siegfried Kühn (Jurist) (1895–1972), Landesversicherungsanstalt Baden
- Karl Butsch (1893–1974), Architekt und Baumeister
- Carl-Theodor Kromer (1901–1993), Ingenieur, Badenwerk
- Theophil Herder-Dorneich (1898–1987), Verlag Herder
- Leo Wohleb (1888–1955), Badischer Staatspräsident
- Heinrich Brenzinger (1879–1960), Bauunternehmer, Kunstsammler und -förderer
- Hermann Linnemann (1893–1980), Industrie- und Handelskammer
- Werner Haustein (1894–1959), Deutsche Bundesbahn Anm.1
- Eugen Gerhard (1881–1957), Rechtsanwalt
- Karl Bosch (?–?), Hoffmann-La Roche AG
- Hugo Raimann (1876–1960), Maschinenfabrik Raimann, Freiburg
- Franz Xaver Rappenecker (1894–1965), Caritas, Freiburger Verkehrsverein Anm.1
- Wolfgang Hoffmann (1893–1956), Oberbürgermeister der Stadt Freiburg
- Peter Raule (1891–1972), Sparkassen- und Giroverband, ehemaliger Landtagsabgeordneter
- Berthold von Baden (1906–1963), Salem
- Walter Albert Bauer (1901–1968), Industrieller, Industrie- und Handelskammer Fulda
- Julius Bender (1893–1966), Landesbischof, Karlsruhe
- Friedrich Bischoff (1896–1976), Intendant des Südwestfunks, Baden-Baden
- Josef Brandel (1901–1964), Oberbürgermeister der Stadt Freiburg
- Anton Dichtel (1901–1978), Staatsrat und Landtagsabgeordneter
- Wilhelm Eckert (1899–1980), Finanzminister a. D.
- Wilhelm Felgenträger (1899–1980), Deutscher Hochschulverband
- Richard C. Gütermann (1892–1979), Nähseidenfabrikant, Gutach/Breisgau
- Bruno Hauff (1884–1963), Thieme Verlag Stuttgart
- Gerhard Hess (1907–1983), Romanist, Philologe und Wissenschaftspolitiker (Deutsche Forschungsgemeinschaft)
- Friedrich von Hohenzollern (1891–1965), königlich-preußischer Oberst
- Choei Ishibashi (1893–1990), Tokio/Japan
- Friedrich Janz (1898–1964), ehemaliger Chef der Badischen Staatskanzlei und Ministerialdirektor im Bundeskanzleramt
- Hans Kienle (1895–1975), Astrophysiker, Heidelberger Akademie der Wissenschaften
- Robert Müller-Wirth (1898–1980), Verleger (Verlag C. F. Müller, Karlsruhe)
- Theodor Pfizer (1904–1992), Oberbürgermeister der Stadt Ulm
- Otto Ernst Pfleiderer (1904–1989), Landeszentralbank BadenWürttemberg
- Erich Raemisch (1896–1958), Ministerialdirektor a. D.
- Wilhelm Reinhard (1880–1975), Dekan des Freiburger Metropolitankapitels
- Fritz Ridderbusch (1888–1958), Rheinisch-Westfälische Elektrizitätswerk AG, Essen
- Alfred Schühly (1889–1977), Badischer Innenminister a. D.
- Eugen Seiterich (1903–1958), Erzbischof von Freiburg Anm.2
- Ferdinand Springer (1881–1965), Springer-Verlag, Heidelberg
- Franziskus von Streng (1884–1970), Bischof von Basel
- Emil Baumgratz (1889–1963), Verwaltungsdirektor der Universität Freiburg
- Hermann Niemeyer (1883–1964), Niemeyer-Verlag, Tübingen
- Herbert Albrecht (Manager) (1899–1992), Direktor der Kraftübertragungswerke Rheinfelden AG
- Ernst Boehringer (1896–1965), Unternehmer, Ingelheim
- Otto Ernst Schweizer (1890–1965), TH Karlsruhe, Architekt KG II
- Walter Friedlaender (1873–1966), Kunsthistoriker, New York University
- Hans Constantin Paulssen (1892–1984), Unternehmer, Präsident der Bundesvereinigung der Deutschen Arbeitgeberverbände
- Maria Plum (1894–1962), Rechtsanwältin, Freiburg
- Hans Ferdinand Schulz (1899–1973), Hans Ferdinand Schulz Verlag, Freiburg
- Walter Schlienz (1896–1977), Biologe und Unternehmer
- Erich Hans Markel (1920–1999), Max Kade Foundation New York
- Otto Riess (1907–1970), Rechtsanwaltskammer Freiburg
- Georg Wander (1898–1969), Wander AG, Schweiz
- Carl Hagens (1898–1966), Dresdner Bank, Freiburg
- Heinz Urban (1905–?), Urban & Schwarzenberg Verlag, München
- Erwin Panofsky (1892–1968), Kunsthistoriker an der Princeton und der New York University
- Adolf Steinhofer (1908–1990), Vorstandsmitglied der BASF Ludwigshafen, Stifter
- Eugen Keidel (1909–1991), früherer Oberbürgermeister der Stadt Freiburg
- Carl Friedrich Curtius (1928–2021), Leitender Verwaltungsbeamter der Universität Freiburg
- Fritz Hodeige (1920–2001), Rombach Verlag, Badischer Verlag
- Gertrud Lampe (1904–1997), Freiburger Kreise
- William Walker Chambers (1913–1985), Professor of Modern Languages, Glasgow
- Philipp Ernst (1911–1992), Verkehrsamtsdirektor Freiburg
- Gerhard Graf (1921–1983), Bürgermeister der Stadt Freiburg
- Kurt Steim (1913–1983), Unternehmer, Schramberg
- William L. Gaines (1932–1999), Institute of European Studies, Chicago
- Barbara B. Burn (1925–2002), Director International Programs, University of Massachusetts
- Marvin S. Schindler (1932–2003), Professor of German and Slavic Studies, Wayne State University Detroit
- Jan Brauers (1923–2004), Unternehmer und Sammler
- Alan Earp (1925–?), Präsident der Brock University St. Catharines, Ontario/Kanada
- Konrad Huber (1934–2006), Rechtsanwalt, Freiburg
- Horst Gütermann (1922–2012), Unternehmer, Gutach/Breisgau
- Horst E. Linde (1912–2016), Architekt
- Klaus Mangold (* 1943), Manager
- Hans Günter Danielmeyer (* 1936), Physiker
- Rolf Böhme (1934–2019), Jurist und Politiker der SPD; früherer Oberbürgermeister der Stadt Freiburg
- Max Syrbe (1929–2011), Präsident der Fraunhofer-Gesellschaft
- Harry Jellinek (1924–2005), Semmelweis-Universität Budapest
- Heinz Kunle (1928–2012), Rektor der Universität Karlsruhe (TH), EUCOR-Mitbegründer
- Gilbert Laustriat (?–?), Universität Straßburg, EUCORMitbegründer
- Karl Pestalozzi (1929–2023), Literaturwissenschaftler, ehemaliger Rektor der Universität Basel
- Georg H. Endress (1924–2008), Unternehmer, Endress+Hauser AG, Reinach/Schweiz
- Georg Mehl (* 1939), Württembergische Lebensversicherungs AG
- Erwin Teufel (* 1939), Politiker und früherer Ministerpräsident von Baden-Württemberg
- Horst Weitzmann (* 1941), Badische Stahlwerke AG Kehl
- Herbert Falk (1924–2008), Pharma-Unternehmer, Freiburg
- Hermann Frese (1936–2022), Unternehmer, Stifter und Verbandsfunktionär
- Eugen Graetz (1919–2019), Unternehmer und Stifter, Lörrach
- Horst Freisler (1941–2020), Vorstandsvorsitzender Goedecke AG, Nimburg
- Takeshi Kawai (1927–?), Präsident der Universität Hitotsubashi, Tokio/Japan
- Volker H. H. Reiche (* 1938), Vorstand der Sick AG Waldkirch
- Péter Sótonyi (* 1938), Rektor der SemmelweisUniversität Budapest/Ungarn
- Michael E. Heim (1930–2018), Rhodia AG, Wissenschaftliche Gesellschaft und Verband der Freunde der Universität Freiburg
- Erich Marx (1921– 2020), Unternehmer, Kunstsammler und Mäzen
- Oskar Saier (1932–2008), ehemaliger Erzbischof von Freiburg Anm.2
- Walter Gabelmann (1923–?), Architekt, ehemaliger Leiter der Planungsstelle für medizinische Universitätsbauten
- Norbert Nothhelfer (* 1937), Rothaus AG, Freiburger Regierungspräsident a. D.
- Felix Stilz (1928– 2017), Steuerberater und Stifter, Freiburg
- Michael Ungethüm (1943–2022), Medizintechniker und früherer Vorstandsvorsitzender der Aesculap-Werke, Stifter
- Karlhubert Dischinger (* 1950), Fachspedition Karl Dischinger GmbH, Präsident der IHK Südlicher Oberrhein
- Robert Mayr (* 1940), Eva-Mayr-Stihl Stiftung
- Walter Köbele (* 1948), Pfizer Pharma GmbH
- Shin-Ho Kang (1927–2023), Pharmakonzern Dong-A, Vorsitzender des Verbands der koreanischen Industrie
- Eugen Martin (1925–2010), Unternehmer und Stifter, Freiburg
- Erich Becker (1931–2023), Unternehmer, Präsident des Wirtschaftsverbands Industrieller Unternehmen Baden
- Dieter Salomon (* 1960), Oberbürgermeister der Stadt Freiburg
- Roland Mack (* 1949), Unternehmer (Europapark Rust)
- Anne-Kathrin Deutrich (* 1943), Vorstandssprecherin der Sick AG, Waldkirch
- Horst Kary (* 1944), Vorstandsvorsitzender der Sparkasse Freiburg–Nördlicher Breisgau
- Alfred Theodor Ritter (* 1953), Alfred Ritter GmbH & Co. KG
- Karl Ludwig Kley (* 1951), Merck KGaA, Präsident des Verbands der Chemischen Industrie
- Margret Böhme (* 1944), Beiratsvorsitzende Arnold-BergstraesserInstitut, Vorstandsmitglied Neue Universitätsstiftung Freiburg
- Karl V. Ullrich (1939–2022), Verband der Freunde der Universität Freiburg e.V.
- Lya Friedrich Pfeifer (*?), J.D., Präsidentin der Max Kade Foundation
- Fritz Ruf (1927–2023), Fritz Hüttinger Stiftung
- Gerda Ruf (* 1929), Fritz Hüttinger Stiftung
- Robert Bauer (* 1960), Vorsitzender des Vorstands der SICK AG
- Eva Mayr-Stihl (1935–2022), Gründerin und Vorsitzende der Eva Mayr-Stihl Stiftung
- Dorothea Rüland (* 1955), Generalsekretärin des Deutschen Akademischen Austauschdienstes (DAAD) und von April 2011 bis April 2020 Mitglied des Universitätsrats
- Karl-Reinhard Volz (* 1947), Vorstand der Wissenschaftlichen Gesellschaft
- Leena Bruckner-Tuderman (* 1952), ehemalige Vizepräsidentin der Deutschen Forschungsgemeinschaft (DFG)

## Ehrenbürger
In der Zeit des Nationalsozialismus′ wurde die Verleihung der Ehrensenatorwürde eingeschränkt, weshalb die Universität den Titel des Ehrenbürgers der Universität vergab. Die Akten im Archiv der Universität sind unvollständig, daher sind bislang nur fünf geehrte Personen bekannt (in der Reihenfolge der Ernennung):
- Hans Dragendorff (1870–1941), Archäologe
- Ludwig Aschoff (1866–1942),  Pathologe und Medizinhistoriker
- Hermann Eris Busse (1891–1947), Volksschullehrer, Heimatautor, Volkskundler
- Lothar Heffter (1862–1962), Mathematiker
- Friedrich Oltmanns (1960–1945), Botaniker